# Rod Daniel
Rollin Augustus „Rod“ Daniel III (* 4. August 1942 in Nashville, Tennessee; † 16. April 2016 in Chicago, Illinois) war ein US-amerikanischer Filmregisseur und Fernsehproduzent.

## Leben
Rod Daniel begann seine Karriere im Filmgeschäft als Regisseur und Produzent der US-amerikanischen Fernsehserie WKRP in Cincinnati, die von Hugh Wilson geschaffen worden ist. Für diese Tätigkeiten wurde Daniel drei Mal für den Emmy nominiert. Bis in die 1980er Jahre hinein arbeitete er ausschließlich für das Fernsehen. Mit dem Film Teen Wolf drehte er 1985 seinen ersten Spielfilm. Die Hauptrolle übernahm Michael J. Fox. Zwei Jahre später drehte er die Komödie Wie der Vater, so der Sohn, gefolgt von Mein Partner mit der kalten Schnauze im Jahr 1989. Eine Familie namens Beethoven aus dem Jahr 1993 war sein letzter Kinofilm, es folgten Inszenierungen von Episoden verschiedener Fernsehserien. Des Weiteren drehte er verschiedene Fernsehfilme, so etwa Die Bowling Gang im Jahr 2000 sowie Kevin – Allein gegen alle, der vierte Film der Home-Alone-Reihe, im Jahr 2002 als seine letzte Produktion.

## Filmografie (Auswahl)
- 1979–1981: WKRP in Cincinnati (Fernsehserie, 24 Episoden)
- 1981: Nichols & Dymes (Fernsehfilm)
- 1982–1983: Filthy Rich (Fernsehserie, 11 Episoden)
- 1982: Magnum (Magnum, P.I., Fernsehserie, Episode 2x16)
- 1983: Kudzu (Fernsehfilm)
- 1984: Poor Richard (Fernsehfilm)
- 1985: Teenwolf (Teen Wolf)
- 1986: Paradies auf Probe (Stranded, Fernsehfilm)
- 1987: Wie der Vater, so der Sohn (Like Father Like Son)
- 1989: Mein Partner mit der kalten Schnauze (K-9)
- 1991: Ein Vermieter zum Knutschen (The Super)
- 1993: Eine Familie namens Beethoven (Beethoven’s 2nd)
- 1997: Things That Go Bump (Fernsehfilm)
- 1999: Das einsame Genie (Genius, Fernsehfilm)
- 2000: Die Bowling Gang (Alley Cats Strike)
- 2000: How to Marry a Billionaire: A Christmas Tale (Fernsehfilm)
- 2002: Kevin – Allein gegen alle (Home Alone 4, Fernsehfilm)